# Перший буддійський собор
Перший буддійський собор, також відомий як Панчасатіка (санскр. Pañchaśatika, дос. «збори 500 архатів»), відбувся у V столітті до н. е. згідно з буддійською традицією. Основною метою собору було збереження та систематизація вчення Будди після його парінірвани. Згідно з традицією Тхеравади, собор відбувся в 543–542 роках до н. е., через три місяці після смерті Будди. Проте джерела Махаяни вказують на інші дати, що свідчить про розбіжності в хронології між різними школами буддизму. Коментарі до текстів Тхеравади часто зазначають дати 499–498 роки до н. е. Собор відбувся за підтримки царя Аджаташатру, який спорудив спеціальний зал у місті Раджгірі неподалік від печери Саттапані-Гуха. Ця подія вважається ключовою для збереження буддійського канону, зокрема текстів Вінаї (дисциплінарних правил).

## Причини скликання
Основною причиною скликання собору стало занепокоєння старшого Махакаш'япи щодо можливого спотворення Дгарми (вчення) та Вінаї (дисциплінарних правил). Цей страх виник після того, як монах Субгадда висловив зневажливе ставлення до суворих правил, встановлених Буддою. Субгадда зазначив, що після смерті Будди монахи можуть самостійно вирішувати, які правила дотримуватися. Це спонукало Махакаш'япу до дій, аби зберегти чистоту вчення.

## Учасники та структура собору
На соборі головував Махакаш'япа. Участь взяли 500 архатів, серед яких був і Ананда, один із найближчих учнів Будди, який до моменту собору досяг архатства. Основними завданнями собору було затвердження та систематизація трьох частин буддійського канону:
1. Віная-пітака (дисциплінарний статут): Преподобний Упалі детально відтворив чернечі правила, встановлені Буддою, включаючи роз'яснення конкретних випадків і правил.
2. Сутта-пітака (проповіді): Ананда, завдяки своїй бездоганній пам'яті, відтворив проповіді Будди, їх контекст та аудиторію.
3. Абхідхарма-пітака (філософське вчення): Основні аспекти метафізичних і психологічних учень були систематизовані для подальшого передання.

## Результати собору
Протягом семи місяців учасники собору працювали над упорядкуванням буддійського вчення. Було досягнуто згоди щодо змісту Дгарми та Вінаї. Вирішено зберігати менші правила, але дозволити їхнє адаптування залежно від обставин.

## Історичність та джерела
Історична реальність цього собору, як і двох наступних, ставилася під сумнів з XIX століття. Тим не менш, цілком ймовірно, що буддисти незабаром зіткнулися з внутрішніми розбіжностями щодо практики та доктрини. Джерела, що згадують про цей собор, написані переважно палійською та китайською мовами, причому остання є перекладом із санскриту, за винятком розповідей Фасяна та Сюаньцзана. Оскільки повідомлення про собори з'являються з головною метою підкреслити легітимність групи, яка написала текст, існують певні розбіжності між джерелами. Суперечки щодо монастирських правил (Віная) спочатку домінували, але згодом поступилися місцем доктринальним розбіжностям.